# Église Saint-Didier de Saint-Didier-en-Velay
L'église Saint-Didier est un édifice situé à Saint-Didier-en-Velay, en France.

## Localisation
L'église est située sur le territoire de la commune de Saint-Didier-en-Velay, dans le département  de la Haute-Loire, en région Auvergne-Rhône-Alpes.

## Description
L'église, dont la construction primitive doit se situer entre 1159 et 1164, a par la suite été remanié à toutes les époques. La nef remonte aux XIIe et XIVe siècles. L'église est pourvue d'un seul bas-côté, au nord. L'avant-chœur et l'abside sont des constructions respectivement des XVIIIe et XIXe siècles. Les chapelles latérales ont été ajoutées à l'époque gothique. Le clocher, surélevé avec retrait par rapport aux murs primitifs de l'ancienne tour du château, renferme au premier une chapelle seigneuriale du XIVe siècle et porte une couverture du XIXe siècle chargée d'ornements en zinc. Flèche gothique. Dans la nef, la partie romane s'orne de chapiteaux historiés (têtes grimaçantes, homme accroupi les mains sur ses genoux, anges).  Une reprise de la voûte de l'ancien chœur a été réalisée au XVIe siècle, comme l'atteste la présence de quatre blasons sculptés de dames de la famille de La Fressange,.

## Historique
L'église est inscrite au titre des monuments historiques par arrêté du 15 juin 1954.

## Galerie

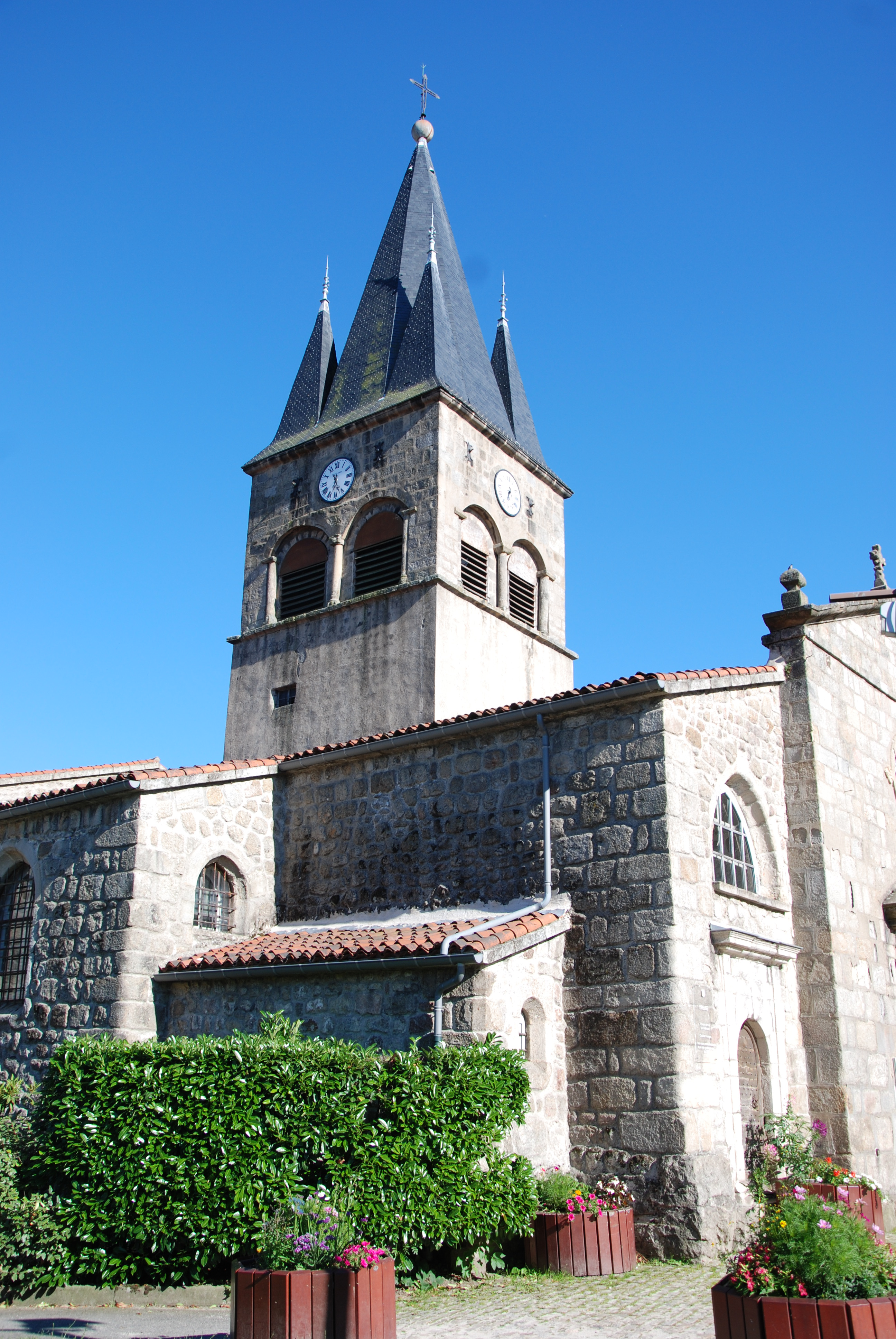
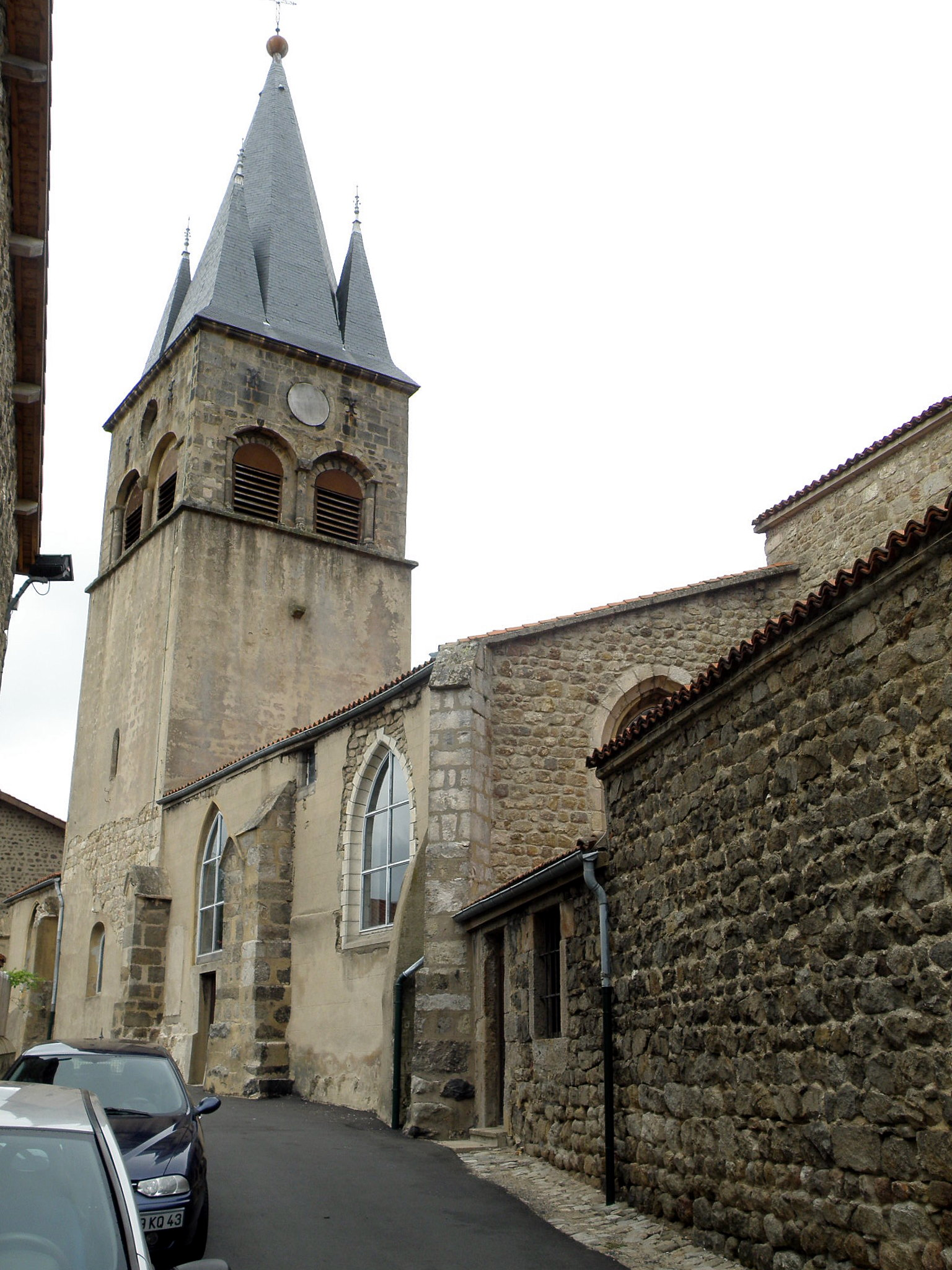
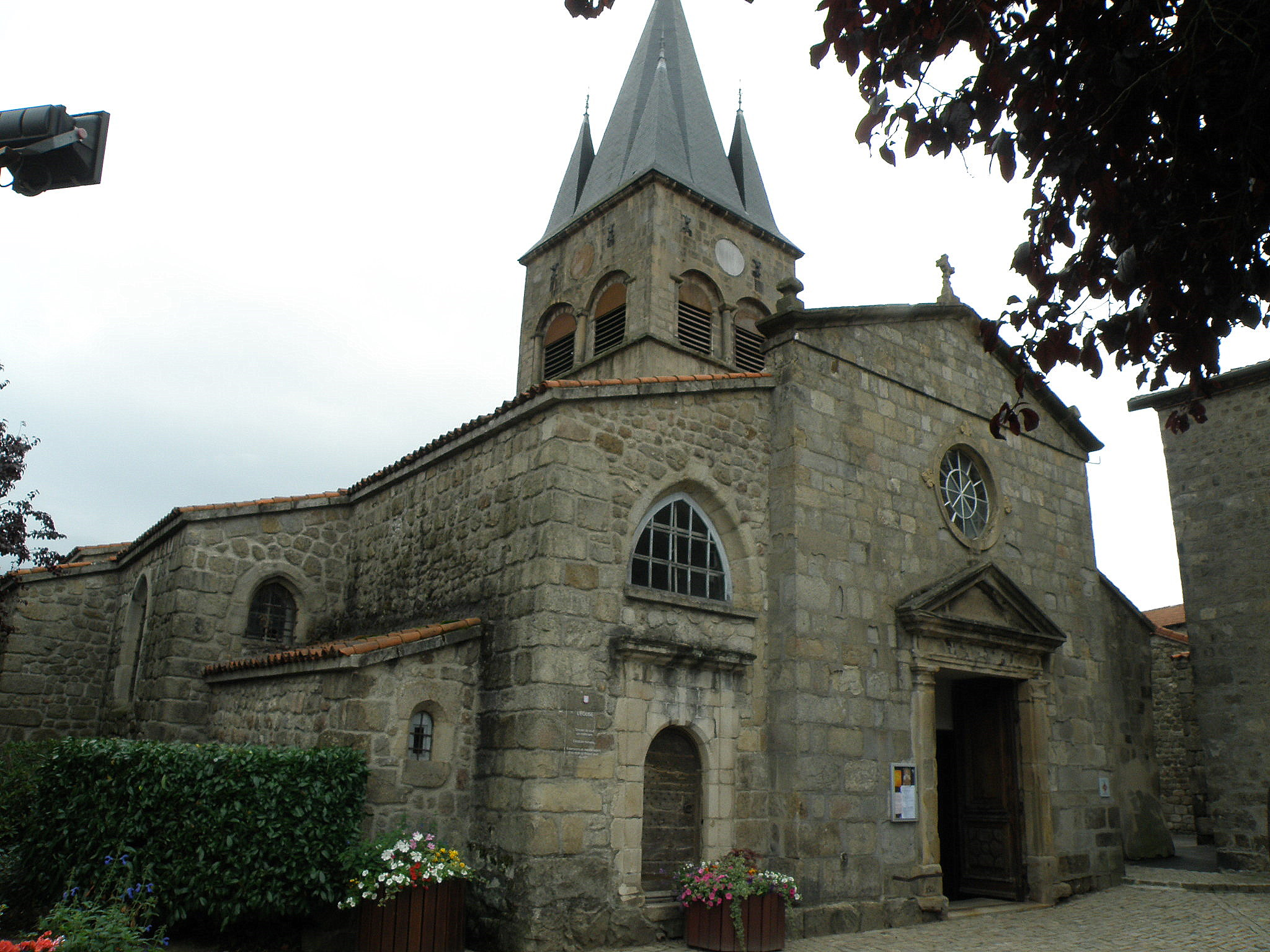
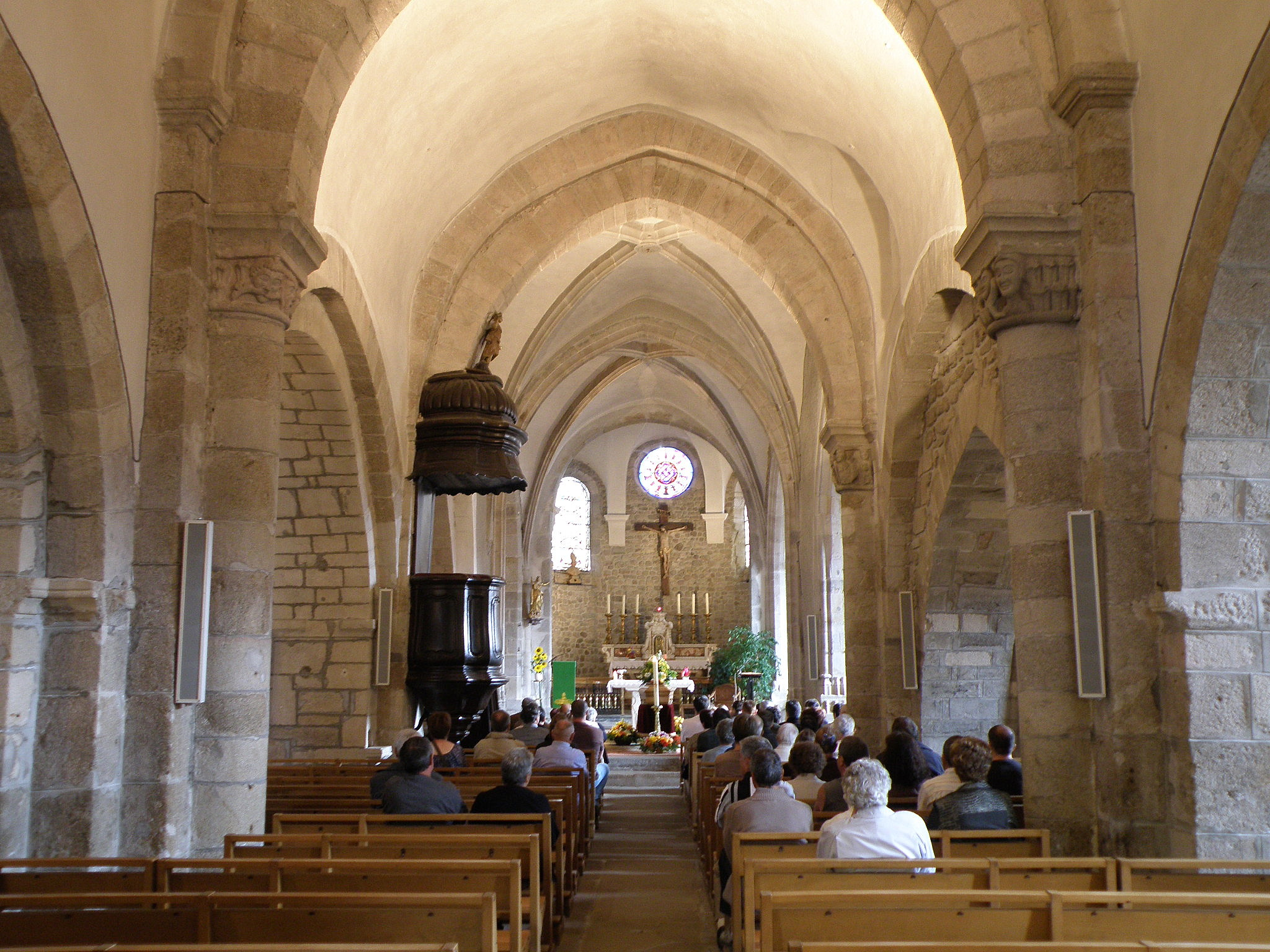
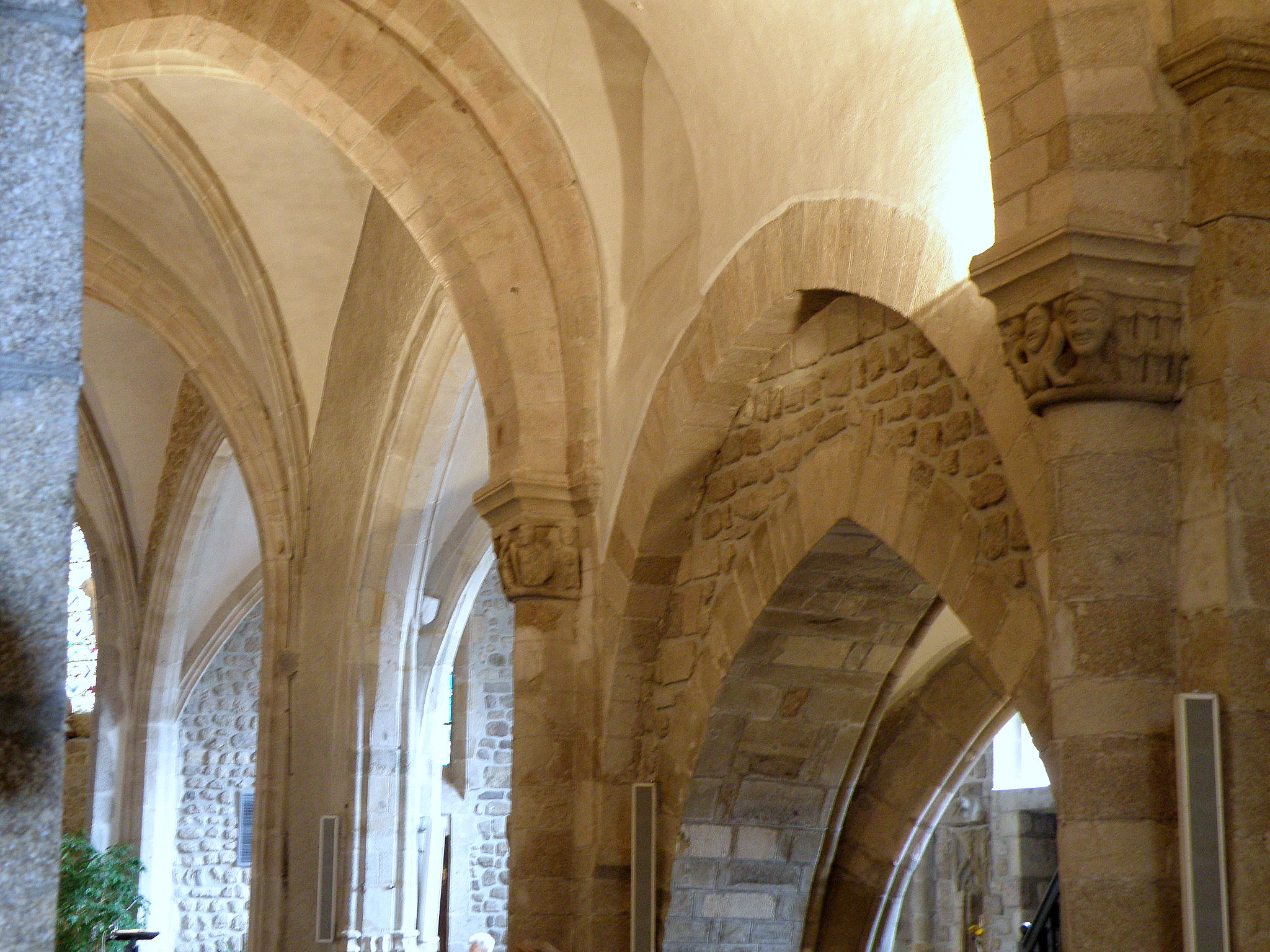